# Fri uppstigning
Fri uppstigning innebär inom dykning att en dykare med medhavd andningsgas avbryter andningen genom apparaten och stiger upp till ytan utan apparat.
Eftersom den inandade gasen är komprimerad för att passa till trycket för dykdjupet och därmed expanderar under uppstigningen måste andningsgasen gradvis släppas ut, för att inte riskera lungbristning där gas går från lungvävnaden och in i blodomloppet. Särskilt allvarligt är det när gasen kommer in på artärsidan av blodomloppet med risk för gasembolisering till bland annat hjärnan eller hjärtat. Följden av detta kan innebär svåra skador eller död.
Fri uppstigning tillämpas endast vid extrema nödsituationer såsom luftstopp, apparathaveri eller när apparaturen fastnat med mera. Träning av fri uppstigning tillämpas endast i kontrollerade miljöer och oftast endast inom militär dykning samt med tillgång till läkare och kompressionstank.
Fri uppstigning förväxlas ofta av uppstigningar med apparaturen med eller i skildringar av fridykningar. Inom fridykning har dykaren med sig luft i sina lungor med det tryck som råder vid ytan. I det fallet komprimeras luften i lungorna proportionellt med dykdjupet. Vid uppstigning återgår således gasvolymen till den ursprungliga såvida ingen utandning skett under vatten.